# 士別市立士別小学校
士別市立士別小学校（しべつしりつ しべつしょうがっこう）は、北海道士別市東三条北三丁目にある公立小学校。

## 沿革
- 1899年（明治32年）10月12日 - 今の士別市立士別小学校となる公立士別尋常小学校が開校
- 1953年（昭和28年）4月1日 - 士別市立士別南小学校(以下 南小学校)が開校 それにより南小学校の通学区域に在住の児童は南小学校に通学。
- 1995年（平成7年） - 校舎建設[1]。
- 1996年（平成8年） - 屋体建設[1]。
- 2013年（平成25年）4月1日 - 下士別小学校、武徳小学校を統合
- 2018年（平成30年）3月31日 - 中士別小学校を統合
- 2019年（平成31年）3月31日 - 士別西小学校を統合（一部士別南小学校に統合）[2]

## 学校行事
- 4月 入学式 始業式 身体測定
- 5月 遠足(1~4年生)
- 6月 運動会 宿泊研修(5年生)
- 7月 修学旅行(6年生) 第1学期終業式
- 8月 第2学期始業式
- 9月
- 10月 学芸会
- 11月
- 12月 第2学期終業式
- 1月 第3学期始業式
- 2月 児童会選挙
- 3月 終業式 卒業式

## 通学区域
北9丁目～6丁目（東8条より東にあっては中央通以北）、 北町全域、西士別町全域、下士別町全域、武徳町全域、中士別町全域

## 進学先中学校
- 士別市立士別中学校[3]

## 出身者
- 宍戸美和公(女優-1977年に卒業)
- 高橋しん(漫画家-1979年に卒業)